# Den klassiska indiska litteraturen
Det klassiska sanskrits litteratur är mångsidig och mycket omfångsrik. Den är nästan uteslutande metrisk, till en mycket stor del skriven med ett särpräglat versmått. Detta versmått utmärks av att varje vers består av två halvverser, vilka innehålla sexton stavelser, vart och ett har mittcesur samt mycket fri meter, dock alltid slutande jambiskt. Hur stor del av denna litteratur som verkligen är författad under själva den fornindiska perioden är, av brist på historiska data, numera omöjligt att med visshet avgöra. Varje viktigare indiskt verk har undergått många mer eller mindre genomgripande förändringar, innan det erhållit den form som vi i dag känner, att vi ännu inte kan särskilja de olika redaktionernas beståndsdelar. Man "behandlar" därför i ett sammanhang allt, som är skrivet på klassisk sanskrit.

## Vedalitteraturen
De grundläggande verken skrivna på klassisk sanskrit är fyra så kallade samhitas, av vilka det äldsta är Rig Veda. Ett annat verk är Samaveda. Ett tredje viktigt verk från den tidigaste perioden i indisk språkhistoria är Yajurveda. Dessa tre veda har i den ortodoxa litteraturen det högsta anseendet. Den fjärde veda, Atharvaveda, har inte samma religiösa dignitet. Alla veda, med undantag av Rigveda, föreligger i flera redaktioner, som sinsemellan är mer eller mindre skiljaktiga men var för sig stadgade och bestämda. Den vanliga texten av de fyra veda kallas "den sammanbundna texten" och ger orden i den form, som de får i naturligt tal genom inbördes inverkan på varandras begynnelse- och slutljud. "Ordtexten" däremot framställer de enskilda orden i den form, som de skulle ha, om de stod ensamma var för sig. Ännu andra textformer finns, som upprättats för samma ändamål: att trygga de heliga sångernas noggranna bevarande.
Närmast veda i ålder står Brahmana. Ordet betecknar "det, som har avseende på brahman", det vill säga kulten, bön och offer. Brahmana utgörs av avhandlingar på prosa, i vilka offerceremonierna beskrivs, förklaras och belyses. Liturgi, exegetik, dogmatik, mytologi, legender, filosofi och etymologi förekommer där vid sidan av varandra. Till varje veda finnes en eller flera brahmana.
Vedaskrifterna är av stort intresse både kulturhistoriskt och språkligt. I vedaskrifterna finns den äldsta indoeuropeiska prosan bevarad. Veda och brahmana tillsammans bildar egentligen de ortodoxa indiernas kanoniska litteratur, som anses vila på omedelbar uppenbarelse (pruti). Under mer än två och ett halvt årtusende har dessa verk i de brahmanska skolorna studerats oerhört noggrant och ingående, kommenterats och inlärts utantill, och man antar på goda skäl att de är bibehållna till vår tid tämligen oförvanskade i den form som de författats i.
En fortsättning av brahmana bildas av Aranyaka (av aranya, skog), teologiska avhandlingar, bestämda att studeras av eremiterna, som lever i skogarna. Kortare utdrag ur brahmana och aranyaka finns i de äldsta Upanishaderna (egentl. sittning, lektion, religiöst föredrag). Dessa teologisk-filosofiska traktater utgör en talrik klass och står delvis ännu så pass i högt anseende att de allmänt läses. Nya upanishader har författats ända in i en relativt modern tid.
Ur brahmana har även utvecklat sig de så kallade Sutra ("regel", egentligen tråd). De är sammanställningar av ytterst kortfattade föreskrifter i olika ämnen, som står i samband med vedastudiet och ceremonierna, och benämnes därför även Vedanga, det vill säga vedas lemmar. De sönderfaller i sex fack: uttalslära, metrik, grammatik, etymologi eller ordförklaring (nirukta), ritual (kalpa) och astronomi. Till det femte facket, som företrädesvis benämnes sutra, räknas Kalpasutra, i inskränkt mening, eller Krauta Sutra, vilka rör offerceremonierna, Grihya Sutra, som handlar om en familjefaders plikter, och slutligen det som handlar om människans leverne i allmänhet. Ur de två senare grupperna har de egentliga lagböckerna sedermera utvecklat sig. Det fonetisk-metriska innehållet i vedanta är upptaget i de så kallade Pratikakya, av vilka det finns en till varje redaktion av de särskilda veda. De nu nämnda verken utgöra den vediska litteraturen och upptar den förra delen av den fornindiska perioden.

## Den fornindiska episka litteraturen

### Mahabharata
I den episka poesin framstår förnämligast två diktverk, båda av ofantligt omfång. Störst är Mahabharata, dikten om den stora Bharatastriden, och också äldst till sitt grundlag. Denna berättar om de strider, som utkämpades om tronföljden mellan de från konung Bharata härstammande Kuru- och Pandufamiljerna, i vilka strider de ömsesidigt i det närmaste förintade varandra. Deras land låg i nordöstliga Indien, med huvudstaden Hastinapura vid Ganges ej långt från nuvarande Delhi. Men berättelserna härom upptar ej mer än omkring fjärdedelen av diktens över 100 000 dubbelverser, fördelade i 11 böcker. Allt det övriga är inskjutna episoder, härrörande från olika författare och olika tider. Såsom de mest bekanta förtjäna här att nämnas episoden om Nala och Damajanti, Bhagavadgita, en högstämd filosofisk dikt, Amritamanthana, ambrosians kärnande av gudar och demoner, Matsyopakhyana, den indiska traditionen om en världsöversvämning, den underbart sköna berättelsen om Savitri med flera.
Såsom Mahabharatas författare anger den indiska traditionen en mytisk vis, Vyasa (egentligen anordnare), vilken även tillskrivs redaktionen av Veda, Purana och andra dikter. Men utan allt tvivel är Mahabharata i sin nuvarande form ett verk av många århundraden.

### Ramayana
Det andra stora indiska eposet är Ramayana (dikten om Ramas öden), vars komposition är vida mer enhetlig än Mahabharatas. Fastän det otvivelaktigt under tidernas lopp blivit omarbetat, är det dock i huvudsak ett verk av en enda skald, Valmiki. Det innehåller i omkring 24 000 dubbelverser i 7 böcker, berättelsen om prins Ramas landsförvisning av hans far Dasaratha, konung i Ayodhya. Rama beger sig med sin gemål, den sköna Sita, undan till urskogarna i Deccan. Sita bortrövas därifrån av konungen på Ceylon, vilken tecknas med demonartad natur. Hon befrias dock åter av Rama genom ett krigståg, varvid han understöds av bundsförvanter, framför alla av apornas konung. Slutligen återvänder Rama till sitt land och bestiger tronen där.

## Övrig sanskritlitteratur

### Poesi
Man antar allmänt, att Ramayana har en i viss mening allegorisk karaktär, så att där egentligen framställs införandet av indoariskt herravälde och indoarisk kultur i Sydindien. Smärre episka dikter är Raghuvanka, som behandlar Raghus och hans sonson Ramas bedrifter, samt Kumarasambhava, som skildrar krigsguden Kartikeyas födelse, båda tillskrivna Kalidasa. Vidare finns Kiratarjuniya av Bharavi, vars ämne är Arjunas kamp med guden Shiva om de gudomliga vapnen.
Bhatikavya, som rör sig inom Ramayanas sagokrets, är till sin egentliga mening ett grammatiskt konststycke, som avser att ge exempel på en stor mängd ovanliga ordformer, med flera Ytterligare ett verk är Nalodaya, som vars författare Kalidasa anförs, säkerligen med orätt. Det behandlar Nalas historia, men är egentligen ett konststycke på vers, vari författaren visar sin skicklighet att röra sig med de mest invecklade och tillkonstlade versmått.

### Purana
Purana (egentligen: gammal berättelse) kallas en klass diktverk av pseudohistorisk och profetisk karaktär, innehållande kosmogoni, mytologi, helgonlegender med mera, blandade med didaktiska och filosofiska exkurser. Deras antal är ganska stort, och till omfånget är de vanligen ytterst vidlyftiga. De daterar sig alla från tiden efter hinduismens seger över buddhismen i norra Indien; ingen purana är äldre än 1 000 år, de flesta är vida yngre. Deras historiska värde är obetydligt. Flertalet tillhör Vishnu- och Shivasekterna.

## Svenska översättningar
- Upanishaderna. Natur & Kultur 1989. ISBN 91-27-02617-5